# حلفای جدید
حلفای جدید (به عربی: حلفا الجدیدة) شهری در استان کسلا کشور سودان است که جمعیت آن در سرشماری سال ۱۹۹۳ میلادی ۵۴٫۱۱۰ نفر بوده و در سال ۲۰۰۷ میلادی ۸۵٫۶۸۳ نفر تخمین زده شده است.